# Кубаир
Кубаи́р (баш. ҡобайыр) — жанр башкирской народной поэзии, короткий поэтический сказ, традиционно исполняемый речитативом под аккомпанемент думбыры, реже курая.
Кубаиры являются важнейшей формой башкирского этнического самосознания.

## Виды кубаиров
- Эпические — сказания, воспевающие батыров: «Урал-батыр», «Идукай и Мурадым» («Иҙеүкәй менән Мораҙым»), «Карасакал» («Караһаҡал»), «Юлай и Салават» («Юлай менән Салауат»).
- Лирические: «Ай, Урал мой, Урал!» («Ай, Уралым, Уралым»), «Смерть высокой горы» («Бейек тауҙың үлгәне»).
- Дидактические, создаваемые путём слияния близких по содержанию и однотипных по своей стилистических структуре пословиц; в народе также бытуют под названием айтыш[2]. Широко известны[источник не указан 4666 дней] дидактические кубаиры, сложенные Акмуллой — известнейшим башкирским сказителем XIX века.

## Строй стихосложения
Стих кубаира в основном семисложный с парной или смешанной рифмовкой. Объем строф колеблется от 4 до 30 и более строк.